# Cecil Barclay
Cecil Barclay – oficer brytyjskiej Tajnej Służby Wywiadowczej MI6.
Pod koniec II wojny światowej Barclay został wysłany z ramienia wywiadu brytyjskiego do Moskwy, z zadaniem zaopatrywania szefa radzieckiego wywiadu wojskowego GRU Fiodora Kuzniecowa w wybrane materiały Ultry. Wywiad brytyjski i amerykański zdecydowały się nie informować radzieckich sojuszników o źródle materiałów Ultra, ci jednak wiedzieli sporo na ten temat, głównie dzięki informacjom pracującego w Bletchley Park Johna Cairncrossa, brytyjskiego agenta z siatki szpiegowskiej Cambridge.
Barclay wspominał później, że szef GRU dawał mu do zrozumienia, że wie o Ultrze więcej niż on sam.